# Metoda strategických scénářů
Metoda strategických scénářů je přístup, který souvisí s uplatňováním techniky tvorby scénářů.
Scénář můžeme definovat, jako určitý vnitřně logicky skloubený pohled na to, jak by se mohla vyvinout situace v budoucnosti. Pokud si firma vytvoří více scénářů budoucího vývoje svého okolí, je schopna systematicky prozkoumat potencionální důsledky nejistoty pro volbu určité strategie. Umění tvorby scénářů spočívá v tom, zda se podaří správně odhadnout, které dosavadní trendy se budou prosazovat nadále, které svoje působení ukončí a jaké nové trendy se v uvažovaném časovém horizontu objeví.

## Rozdělení
Scénáře, zabývající se celých ekonomik nebo státu a zdůrazňují makroekonomické a makropolitické faktory, se nazývají makroscénáře. Tyto makroscénáře se zaměřují na vypracování možných pohledů na národní nebo celosvětové politické a ekonomické podmínky (např. inflace, ochranářství, státní regulaci, atd.) a odhad jejich důsledků pro další vývoj subjektu analýzy. Za makroscénáře můžeme brát prognózy vývoje ekonomiky.
Analogicky k makroscénářům lze přiradit i mikroscénáře. Výsledkem mikroscénáře je scénář budoucích událostí v okolí, které mohou ovlivnit strategická rozhodnutí firmy.
Strategický scénář je obecně vnitřně skloubený pohled na to, jak se mohla situace vyvíjet.  Jestliže si firma zhotoví více scénářů budoucího vývoje, může se lépe zabezpečit.

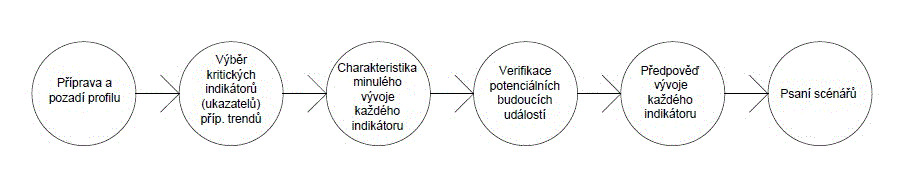
Postup tvorby strategických scénářů

## Varianty scénáře
Formulují se tři varianty:
1. Pesimistická
2. Optimistická
3. Nejpravděpodobnější

Nejčastěji tyto varianty plní funkci „přepínačů“ vlivy vnějšího prostředí, ovšem ale i vnitřního. Např. ve vnějším prostředí změna vlády, nebo ve vnitřním změna v managementu firmy.
Scénáře tímto způsobem vymezují mantinely, v nichž by se firma mohla po přijetí strategie nacházet a dále mohou sloužit jako pomůcka při rozhodování o přijetí navrhované strategie. V současnosti[kdy?] by například firmy měly posuzovat případné dopady brexitu na své strategie. Vytváření scénářů tohoto druhu je zároveň možno podporovat informační systémy.